# Ilija Bašičević

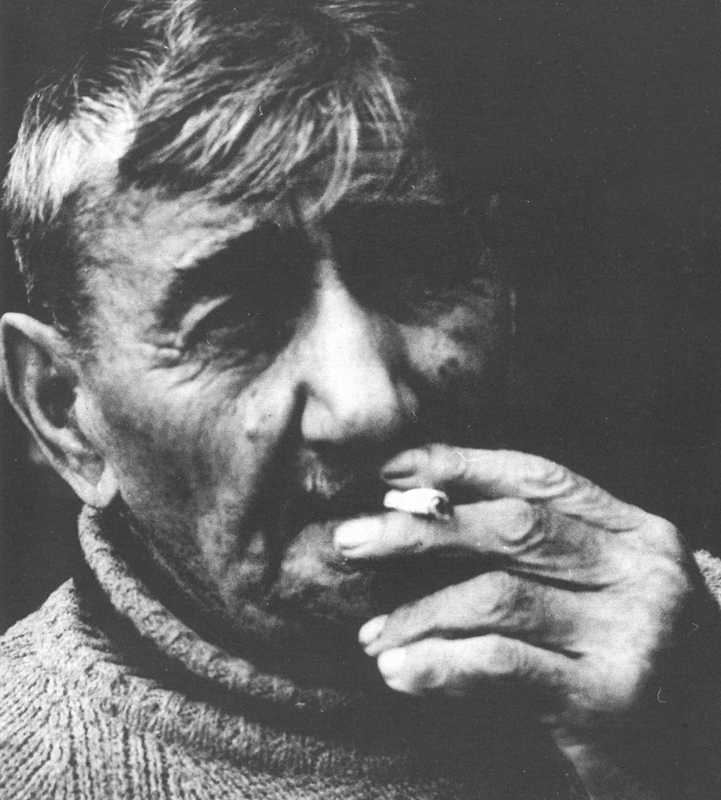

Ilija Bosilj Bašičević (serbisch-kyrillisch Илија Башичевић Босиљ; * 18. Juli 1895 in Šid; † 14. Mai 1972 ebenda) war ein serbischer, autodidaktischer Maler.

## Leben
Ilija Bašičević wurde 1895 als neuntes Kind einer serbischen Bauernfamilie, die ihren Lebensunterhalt mit Landwirtschaft und Schweinezucht verdienten, in Šid, einer kleinen Stadt westlich von Belgrad, geboren, die heute in Serbien liegt. Nach nur vier Jahren Grundschulunterricht arbeitete er während seiner Kindheit und Jugend auf dem elterlichen Bauernhof und als Schafhirte, um zum Lebensunterhalt der Familie beizutragen. Während des Ersten Weltkriegs verließ er das Land, um der Einberufung zu entgehen. Nach dem Krieg kehrte er auf den Familienbauernhof zurück, baute Mais und Weizen an, pflegte seinen Weinberg und züchtete Kühe, Pferde, Schafe, Schweine und Geflügel.
Ilija Bašičević heiratete und bekam zwei Söhne, Dimitrije (1921–1987) und Vojin. Er bestand darauf, dass sie eine akademische Ausbildung erhielten, unüblich für Personen aus der bäuerlichen Schicht. Vojin wurde Arzt und Dimitrije, der später unter dem Künstlernamen Mangelos Bekanntheit erlangte, wurde Kunsthistoriker und -kritiker. Ilija Bašičević galt als autoritär, aber gerecht und als Nonkonformist. Während des Zweiten Weltkriegs verließ Ilija Bašičević erneut das Land, um der Einberufung zur Armee, den Ustascha und dem Nazi-Regime, das sowohl ihn als auch seine beiden Söhne zum Tode verurteilt hatte, zu entgehen. Er verbrachte den Großteil dieser Zeit mit beiden in Wien, wo er an Tuberkulose erkrankte. Nach dem Krieg kehrte er nach Šid zurück, verlor aber aufgrund der damaligen Landkonsolidierung durch die Sozialistische Föderative Republik Jugoslawien einen Teil seines Eigentums und konnte zudem krankheitsbedingt nur eingeschränkt auf dem Bauernhof arbeiten.
Obwohl Ilija Bašičević kaum eine Schulbildung hatte, genoss er in der örtlichen Gemeinschaft großes Ansehen. Er widersetzte sich der Kollektivlandwirtschaft und wurde regelmäßig wegen zweifelhafter Anschuldigungen inhaftiert. Ende der 1950er Jahre begann er zu malen. und erlangte in den 1960er- und 70er-Jahren unter dem Pseudonym „Ilija Bosilj“ schnell internationale Bekanntheit. Gefördert wurde er von den beiden führenden Gelehrten der europäischen naiven Kunst, Anatole Jakovsky und Oto Bihalji-Merin.

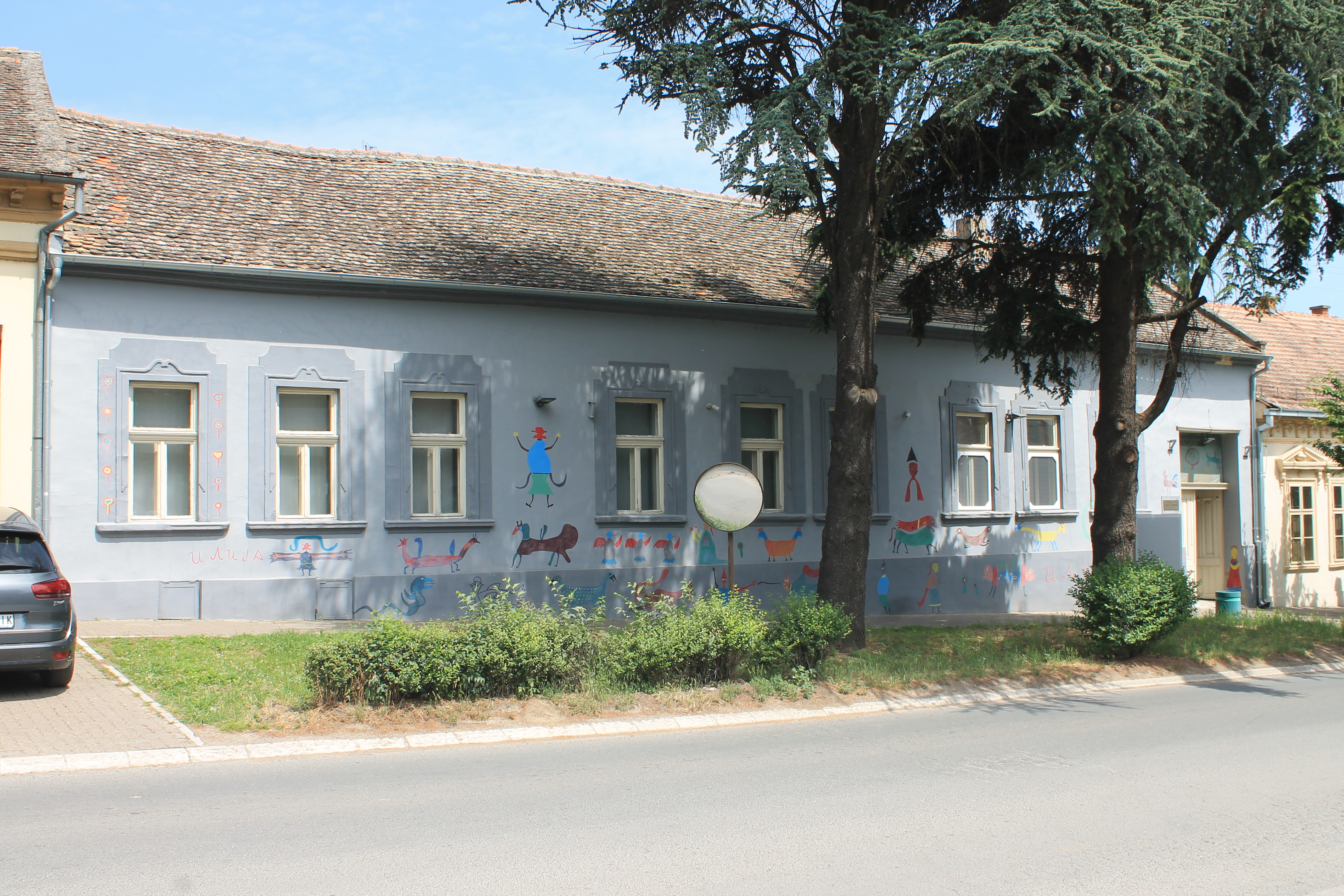
Ilijanum – Museum für Naive Kunst, Šid

1971 richtete die Stadt Šid das Ilijanum – Museum für Naive Kunst (Muzej Naivne Umetnosti Ilijanum) ein, nachdem Ilija Bašičević ihr rund 300 Werke vermacht hatte, davon 287 eigene Gemälde und 51 Werke anderer autodidaktischer Künstler aus dem In- und Ausland. Ilija Bašičević starb 1972 in seiner Heimatstadt Šid. Auf der dritten Triennale der sogenannten „Naiven Kunst“ in Bratislava 1972 erhielt er posthum eine Anerkennung einer internationalen Jury für sein Werk. Die Kunstzeitschrift Raw Vision zählte ihn 2007 zu den 50 führenden Art Brut-Künstlern der Welt. Seine Enkelin Ivana Bašičević-Antić wurde 2007 Leiterin der Stiftung „Ilija & Mangelos“, deren Hauptaufgabe die Erhaltung und Förderung des Nachlasses von ihm und seinem Sohn Dimitrije ist.

## Werk
Ab 1957 schuf Ilija Bašičević aus einer Synthese von archaischen und modernen Motiven bestehende Bilder mit phantastischen Darstellungen der Beziehungen zwischen Mensch und Tier. Die Werke gliedern sich in verschiedene Themenbereiche, darunter Gemälde mit biblischen Motiven aus dem Alten Testament und der Offenbarung des Johannes und von den weitgehend mündlich überlieferten Traditionen serbischer Volksdichtung, Mythen und Geschichten, Volksliedern und Parabeln inspirierte Bilder. Die Reihe „Ilyad“ stellt Ilija Bašičevićs eigenen Lebenskampf dar. Viele Werke zeigen Tiere, vor allem Pfaue, sowie fantastische Tier-Mensch-Mischwesen. Das auffälligste Merkmal seiner Werke sind zweiköpfige Kreaturen, seien es Menschen oder Tiere. Stilistisch ist der Einfluss byzantinischer Ikonen und regionaler Volkskunst erkennbar. Anfänglich fertigte Ilija Bašičević 1957 Gouachen und Zeichnungen, ab 1958 malte er auch in Öl auf Holz, Leinwand, Hartfaserplatten, Papier und Glas. Die Hintergründe gestaltete er oft in gold oder blau. Die Szenen und Figuren sind ohne Perspektive „streng zweidimensional dargestellt, verteilt oder nebeneinander, übereinander oder untereinander aufgereiht“.
Ilija Bašičevićs Werk umfasst mehr als 2000 Gemälde und Zeichnungen. Ein bedeutender Teil davon wird im Ilijanum – Museum für Naive Kunst in Šid aufbewahrt. Jean Dubuffet nahm 1963 sieben Gemälde in seine Sammlung der Art Brut auf, die heute einen Teil der Collection de l’Art Brut in Lausanne bilden. Werke von Ilija Bašičević befinden sich auch im Museum für zeitgenössische Kunst in Skopje, der Sammlung Zander in Köln der Schweizer Sammlung Dammann, im Museum of Everything in London, im Museum für zeitgenössische Kunst in Belgrad, dem Kroatischen Museum für Naive Kunst in Zagreb, in der Sammlung Carlo Ponti, der Rockefeller Collection, im Centre Georges-Pompidou in Paris und dem Museum der Vojvodina in Novi Sad.

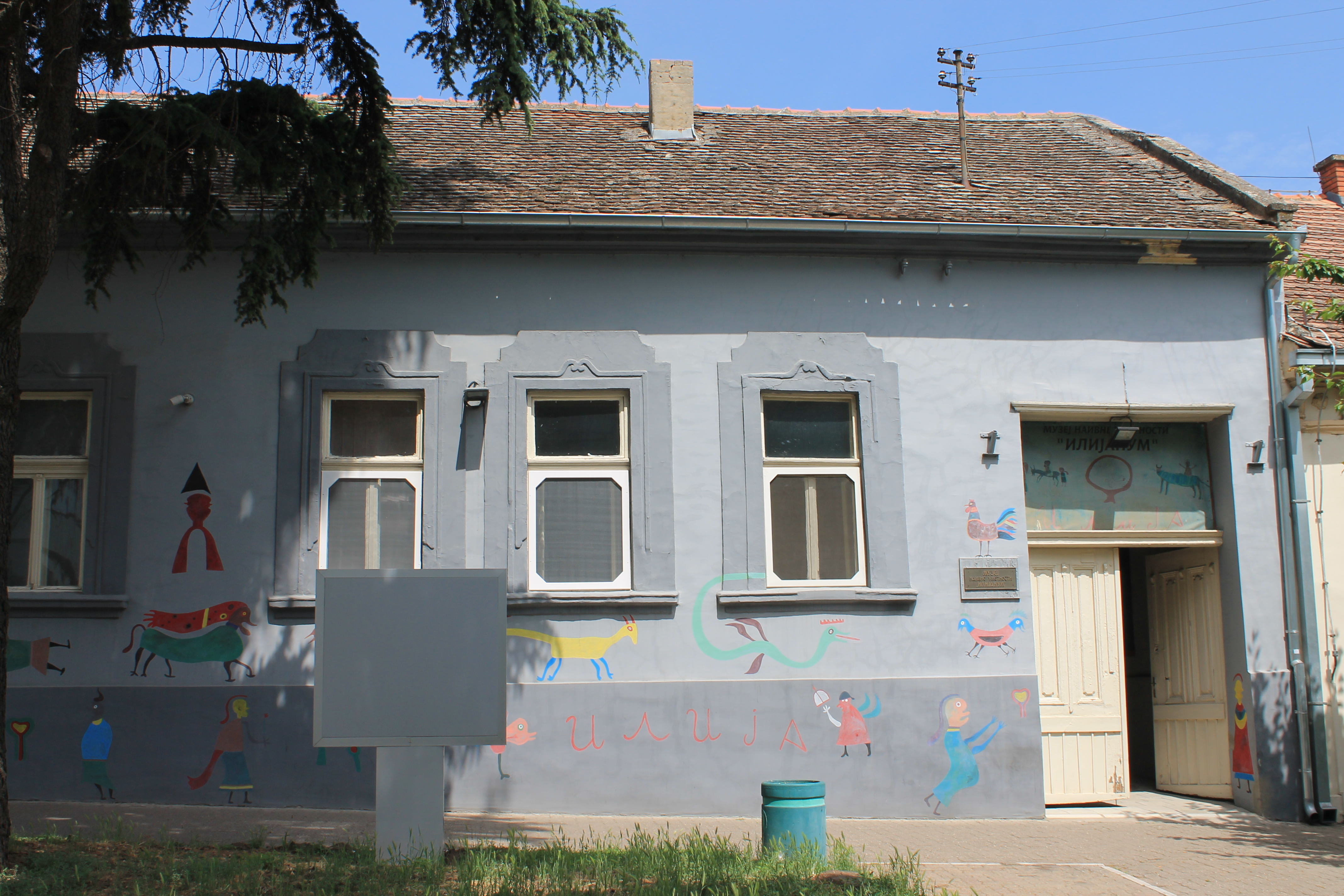
Ilijanum – Museum für Naive Kunst
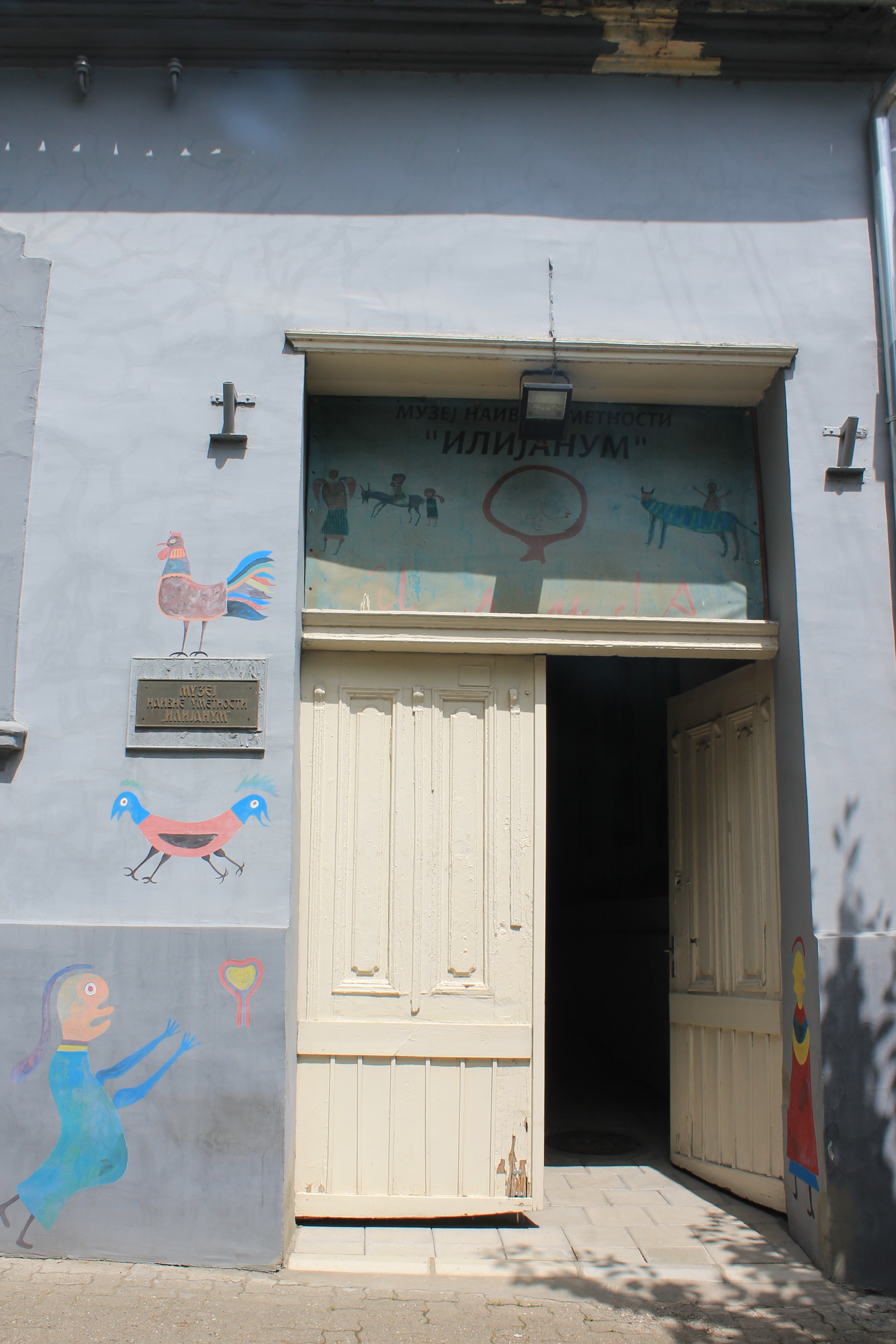
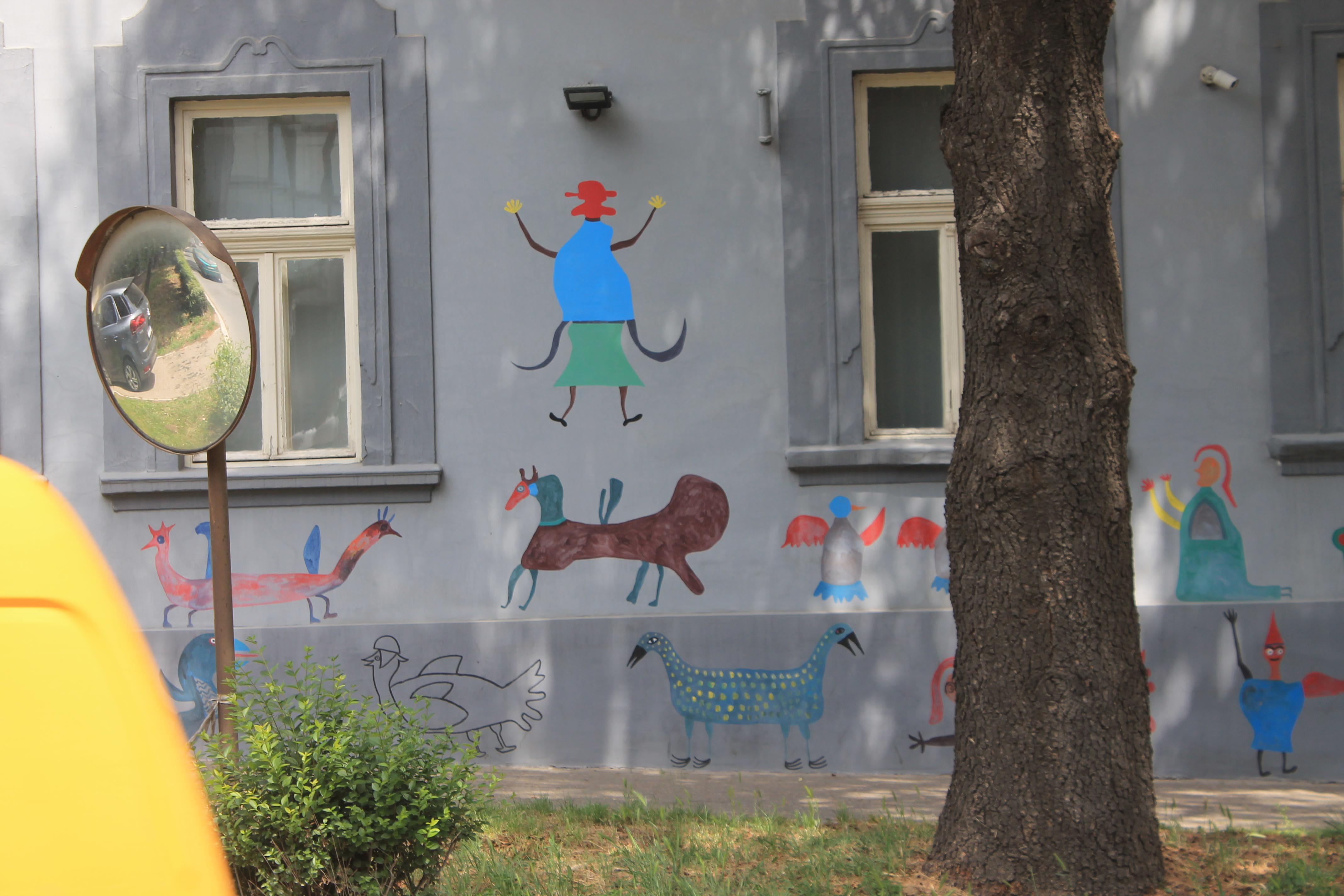
Fassadenbemalung am Ilijanum
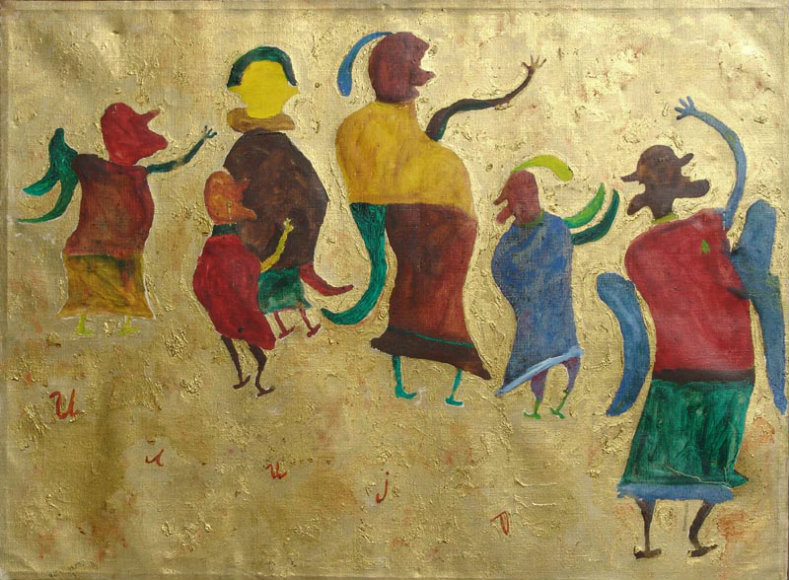
„Dolazak kosmonauta na mesec“ (Ankunft der Kosmonauten auf dem Mond), 1965
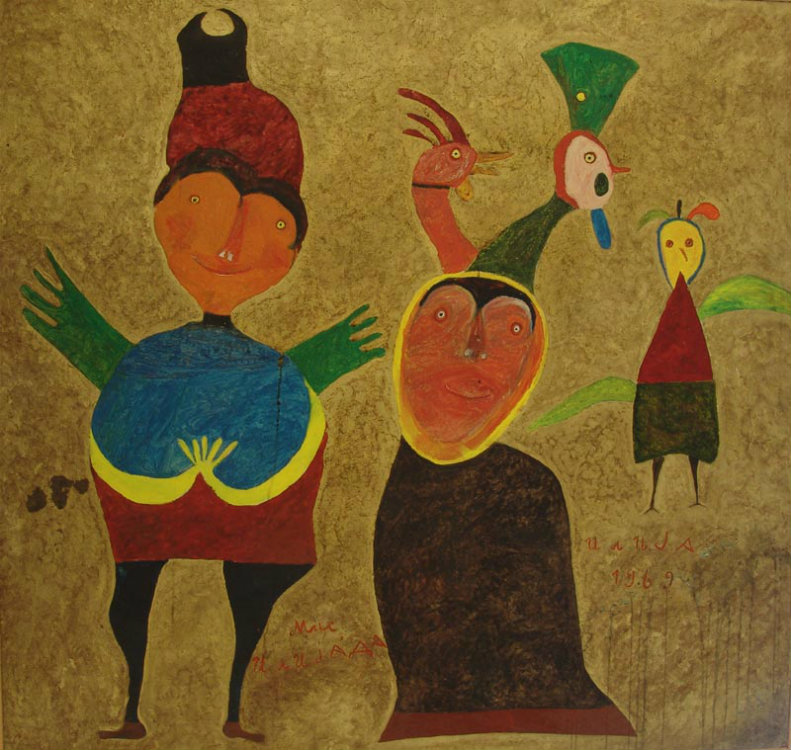
„Mis Ilijade“ (Miss Ilijade), 1969

## Ausstellungen (Auswahl)
Bereits Ilija Bašičevićs erste Einzelausstellung in Belgrad im Jahr 1963 fand großen Anklang. Von den 1960er bis in die 1980er Jahre stellte er zahlreiche Male in Zagreb und Belgrad sowie in Amsterdam, Basel, Bukarest, Dortmund, Düsseldorf, München, Paris und Rotterdam aus.
Einzelausstellungen
- 2025: Ilija Bosilj: The Triumph of Art. Serbian Academy of Sciences and Arts, Belgrad[12]
- 2024/2025: Ilija – Ein Tuch mit zwei Gesichtern. Open art museum, St. Gallen[6]
- 2021: Ilija Bosilj Bašičević: Tales from Parallel Universes. Cavin-Morris Gallery, New York[13]
- 2019: Ilija - Mangelos Phenomenon. Goethe-Institut, Belgrad
- 2018: Welcoming the Two Faced Rider: Paintings by Ilija Bosilj Bašičević. Cavin-Morris Gallery, New York
- 2011: Ilija’s World, Museum of Contemporary Art of Istria, Pula
- 2010: The Conceiving's of Ilija Bosilj, Nationalmuseum, Zrenjanin
- 2009: Ilija: Journeys in the Imagination. John Michael Kohler Arts Center, Sheboygan
- 2008: Ilija. Museum Haus Cajeth, Heidelberg
- 1973: Ateneum, Helsinki
- 1969: Galerie Hilt, Basel[6]
- 1969: Galerie Mokum, Amsterdam
- 1967: Haus Nied, Frankfurt/Main
- 1967: Galerie Neuhaus, München
- 1965: Galerie des Studentenzentrums, Zagreb
- 1964: Galerie Deposito, Genua[1]
- 1963: Belgrad[4][11]

Gruppenausstellungen
- 2022: Summer Improv: Bibi’s Choice. Cavin-Morris Gallery, New York[14]
- 2021: Naive? Naive Art from the Infeld Collection. Museum Gugging, Maria Gugging[15]
- 2020: Reflections of Our Time: Acquisitions of the Museum of Contemporary Art 1993–2019. Museum für zeitgenössische Kunst in Belgrad[10]
- 2019: Memory Palaces: Inside the Collection of Audrey B. Heckler. American Folk Art Museum, New York
- 2018/2019: Turbulences dans les Balkans. Halle Saint Pierre, Paris[10]
- 2018: Outsider Art Fair, Paris
- 2010: Museum of Everything in der Pinacoteca Giovanni e Marella Agnelli, Turin[2]
- 1994: Art Cologne 1994, Köln
- 1993: Art Cologne 1993, Köln
- 1992: Art Cologne 1992, Köln[10]
- 1988: Kunstmuseum Thurgau
- 1988: Art Basel
- 1975: Kunsthaus Zürich
- 1969: Museo Civico di Belle Arti (heute Museo d’arte della Svizzera italiana), Lugano[16]
- 1962: Primitive Maler, Galerie Hilt, Basel[6][11]